# Karl Hein (martellista)
Karl Hein (Amburgo, 11 giugno 1908 – Amburgo, 10 luglio 1982) è stato un martellista tedesco.

## Biografia
Ai Giochi della XI Olimpiade vinse l'oro nel lancio del martello superando il tedesco Erwin Blask (medaglia d'argento) e lo svedese Fred Warngård.

## Palmarès
| Anno | Manifestazione  | Sede    | Evento              | Risultato | Misura | Note |
| ---- | --------------- | ------- | ------------------- | --------- | ------ | ---- |
| 1936 | Giochi olimpici | Berlino | lancio del martello | Oro       | 56,49  |      |